# Hugo Verbrugh
Hugo Stephan Verbrugh (Arnhem, 22 augustus 1937 – Zeist, 4 december 2024) was arts en filosoof en was van 1967 tot 2002 docent geneeskunde en filosofie aan de Medische Faculteit Rotterdam (sinds 2002 Erasmus MC). Verbrugh doet kennistheoretisch onderzoek naar de relatie tussen de reguliere en niet-reguliere geneeskunde. Ook zocht hij naar een wetenschappelijke reflectie op het onderwerp reïncarnatie. Hij was in de jaren 1970 columnist voor NRC Handelsblad, schreef diverse boeken en gaf lezingen. Ook was Verbrugh in de jaren 70 en 80 van de 20e eeuw columnist voor het antroposofische maandblad Jonas. Van 1980 tot 1985 werkte hij als antroposofisch arts in Delft. Daarnaast was Verbrugh columnist voor De Ster van Kralingen. Diverse malen zocht Verbrugh publiekelijk intellectuele confrontaties over onderwerpen gerelateerd aan alternatieve geneeswijzen, reïncarnatie en antroposofie. Sinds zijn pensionering in 2002 was hij gastdocent aan de Faculteit der Sociale Wetenschappen, afdeling psychologie van de EUR.

## Wetenschappelijke carrière
Van 1967 tot aan zijn pensionering in 2002 was Verbrugh universitair (hoofd)docent Geneeskunde en Filosofie aan de medische faculteit van de Erasmus Universiteit Rotterdam (EUR). Samen met de patholoog prof. Marco de Vries ontwikkelde hij een innovatieve cursus algemene pathologie in het 3e jaar van de opleiding geneeskunde. Voor die tijd was dat een zeer vooruitstrevend onderwijsproject dat nu omschreven zou worden als probleemgestuurd onderwijs (PGO). Samen met een internationaal team van pathologen en onderwijskundigen werd later een Engelstalige versie van het audiovisuele deel van het leerprogramma ontwikkeld: the Integrated Pathology Audiovisual Learning System (IPALS).
Verbrugh promoveerde in 1978 aan de EUR op het proefschrift Paradigma's en begripsontwikkeling in de ziekteleer, een wetenschapstheoretisch onderzoek naar de omschrijving van het onderwijsvak pathologie als bijdrage tot de ontwikkeling van een holistische benadering van ziekte. In dit proefschrift worden veranderingen in het mensbeeld van de medische wetenschap onderzocht en beschreven. In 1983 schreef Verbrugh een populaire versie van dit proefschrift onder de titel Nieuw besef van ziekte en ziek zijn. In 1985 schreef hij Op de huid van de tijd, over het raakvlak tussen filosofie en geneeskunde. Samen met prof. dr. Marco de Vries initieerde hij het vak “Filosofie en Geneeskunde” aan de Medische Faculteit van de EUR.
Verbrugh was geïnteresseerd in reïncarnatie en probeerde dit fenomeen op wetenschappelijke wijze te onderzoeken. Op grond van zijn bevindingen kwam hij tot de conclusie dat de menselijke identiteit zich uit een vorig leven verplaatst naar een nieuw bestaan. Hij beschreef dit in zijn boek “Een beetje terugkomen”. Zijn boek Reïncarnatie? is een wetenschapsfilosofische analyse over reïncarnatie. Verbrugh vraagt zich af wat er komt na dit leven en ziet reïncarnatie als een van de mogelijke antwoorden. Hij veronderstelt in dit boek dat hier ooit zekerheid over zal komen. Verbrugh analyseert dit aan de hand van mogelijke toekomstige herinneringen aan vorige levens en doet voorstellen voor wetenschappelijk onderzoek.
Binnen zijn werk neemt de antroposofie een belangrijke plaats in. In zijn publicaties droeg hij sommige aspecten van de antroposofie uit en nam hij soms stelling tegen andere auteurs die over onderwerpen gerelateerd aan de antroposofie schrijven. In zijn boek De weg van de meeste weerstand gaf hij een routebeschrijving door de antroposofie vanuit zijn visie. Hij trachtte theorie (vooral het mensbeeld) en praktijk (de verschillende werkgebieden) van de antroposofie in te leiden.
Verbrugh droeg zijn visie en wetenschappelijke werk uit aan een breed publiek via talrijke lezingen en commentaren in publicaties en blogs.
Zijn boek Een Beetje Filosofie Kan Hier Geen Kwaad is een filosofisch perspectief op de geneeskunde met focus op de soms precaire houding tussen artsen en patiënten en laat op beeldende en vaak humoristische wijze zien hoe de moderne filosofie kan bijdragen tot inzicht in wat wel en niet kan in de geneeskunde.
Vanaf zijn pensionering aan de Medische Faculteit van de EUR in 2002 was Verbrugh werkzaam aan de Faculteit der Sociale Wetenschappen, afdeling Psychologie van de EUR, waar hij onderwijsgroepen leidde, vooral over filosofische onderwerpen gerelateerd aan de psychologie, en Nederlandse en buitenlandse studenten begeleidt bij hun bachelorscriptie. Zijn onderwijsactiviteiten in dit kader leidden tot een boek De naam van het probleem. Verbrugh onderzoekt daarin in navolging van de filosoof Pierre Abélard (1197-1242) een eigentijdse variant op het oudste probleem in de filosofie, namelijk de vraag hoe de mens tot kennis komt.
Verbrugh is mede-oprichter van Stichting KAIROS.

## Polemiek
Verbrugh mengde zich diverse keren in het publieke debat over actuele en controversiële zaken, zoals de affaires over seksueel kindermisbruik in Epe (1994) en Oude Pekela (1987) en de discussie over de identificatieplicht in 1995. Nog enkele voorbeelden:
- In 1993 zocht Verbrugh de publiciteit met zijn verzet tegen de werkwijzen van iatrosoof J.P. de Kok.
- In 2009 zocht Verbrugh in diverse publicaties en op zijn weblog de confrontatie met Pim van Lommel over zijn in 2007 verschenen boek “Eindeloos bewustzijn”. Zijn betoog dat het onderzoek van Van Lommel naar bijna-doodervaringen geen enkele waarde heeft voor het bereiken van een spiritueler wetenschappelijk wereldbeeld maakte veel weerwoord los.
- Verbrugh heeft diverse malen het debat opgezocht met Cees Renckens van de Vereniging tegen de Kwakzalverij over alternatieve geneeswijzen.
- Een ander onderwerp waarover hij het maatschappelijke debat heeft gezocht is het chronischevermoeidheidssyndroom (2005).

## Persoonlijk leven
Verbrugh deed eindexamen Gymnasium in 1955 en studeerde daarna een jaar aan de tolkenschool te Genève. Na zijn militaire dienst (1956-1958) studeerde hij geneeskunde aan de Universiteit Utrecht, waar hij in 1964 zijn doctoraalexamen haalde. In 1967 haalde hij zijn artsexamen aan de Stichting Klinisch Hoger Onderwijs te Rotterdam (later Medische Faculteit Rotterdam, vanaf de oprichting in 1973 onderdeel van de EUR). Hugo Verbrugh is gehuwd met Joke Fletterman. Zij kregen samen zes kinderen.
In de jaren 70 was Verbrugh de medisch medewerker van NRC Handelsblad waarin hij schreef over maatschappelijke onderwerpen. Doordat er in Nederland in de jaren '70 een heel duidelijk rollenpatroon was tussen man en vrouw, kreeg hij in een column van redacteur Emmy van Overeem aandacht over hoe hij voor vier kleine kinderen zorgde terwijl zijn vrouw twee weken op studiereis was. Die column kreeg veel reacties, onder anderen van Gerrit Komrij. Komrij stak nadrukkelijk de draak met Verbrugh’s enthousiasme om baby's de fles te geven en luiers te verschonen.
In 2007 schreef Verbrugh het boek Het Verzuim over het plotselinge overlijden van zijn dochter Sonja. In dit zeer persoonlijke boek vraagt hij zich af of het anders had kunnen gaan, of hij anders had kunnen handelen en of hij na dit leven met zijn dochter kan communiceren. Ook vraagt hij zich in het boek af of de psychiatrie tekort geschoten is. Hij plaatste het overlijden in een filosofische context.
In zijn columns in 'De Ster van Kralingen' schreef hij over de (landelijke) politiek en over wetenschappelijke en filosofische thema’s. Verbrugh was voorzitter van de Stichting Het Johan Borgman Fonds en in de jaren '80 was hij voorzitter van het bestuur van de Rotterdamse Vrije School.
Verbrugh overleed in december 2024.